# Casa de Zähringen
Zähringer o Zähringen (a veces asimilada a la Casa de Baden) es el nombre de una antigua e influyente familia alemana, que toma su nombre de la ciudad y el pueblo de Zähringen, en la actualidad parte de Friburgo de Brisgovia, fundada por los duques en 1120. La rama más joven que tomó el título de Duque de Zähringen, rama cadete de la Casa de Baden, se extinguió en 1218, la rama vieja sigue existiendo y actualmente usa el título de Margrave de Baden, Duque de Zähringen.

## Historia
El primer miembro de la familia que se conoce es probablemente Bezelino de Villingen, Conde de Turgovia en 991, hijo de Landolt, Alcaide de Reichenau († 1005-6), hijo de Lanzelin, conde de Altenberg en Turgovia, hijo de Guntram, el Rico, conde de Muri († 973) y por tanto descendientes en líneas cadetes del duque Eticho o Ediko (Adalrico) fundador de los eticónidas,  duques de Alsacia en el siglo VII. También se sospecha que los Zähringen son descendientes de la familia de los Ahalolfinger. El hijo de Bezelino, Bertoldo I de Zähringen († 1078), fue conde de Zähringen, y desde 1061 conde de Brisgovia, Turgovia y Ortenau; además estaba emparentado con los primeros miembros de la familia suaba de Hohenstaufen. La casa de Zähringen es una rama fraterna de la dinastía de los condes de Habsburgo, como descendientes de Landolt, hijo de Lanzelin y hermano de Radbot de Klettgau, constructor del Castillo de Habsburgo y fundador de la dinastía del mismo nombre.
El Emperador Enrique III le había prometido a Bertoldo I de Zähringen el ducado de Suabia. A la muerte de Enrique III, en 1057 su viuda Inés de Poitou prefirió dar el ducado de Suabia a Rodolfo de Rheinfelden. Sin embargo, en 1061 como compensación fue hecho duque de Carintia y margrave de Verona. Perdió sus títulos cuando se unió a su antiguo enemigo Rodolfo de Rheinfelden durante la querella de las Investiduras contra el emperador Enrique IV en 1073. Su hijo, Bertoldo II, que luchó como su padre contra Enrique IV, heredó el territorio (mas no el título) de los condes de Rheinfelden en 1090. En 1092 fue elegido duque de Suabia contra Federico I de Hohenstaufen. En 1098 se reconcilia con Federico y renuncia a todas sus pretensiones sobre Suabia, para así concentrarse en sus posesiones en la región de Brisgovia, tomando el título de Duque de Zähringen. Mientras tanto, su hermano mayor Germán I de Suabia funda la casa de Baden. Bertoldo II será sucedido por sus hijos Bertoldo III († 1122) y Conrado († 1152). 
En 1127, tras el asesinato de su sobrino el conde Guillermo IV de Borgoña, Conrado reclama en herencia el Condado de Borgoña contra el conde Reginaldo III de Borgoña. Reginaldo prevalece, pero debe ceder gran parte de los territorios transjurásicos a Conrado, quien por estas fechas fue nombrado por Lotario II rector del reino de Borgoña o Arlés. Este cargo fue confirmado en 1152 y desempeñado por los duques de Zähringen hasta 1218 y, por ello, a veces se les denomina también duques de Borgoña. Bertoldo IV († 1186), que siguió a su padre Conrado, pasó la mayor parte de su vida en Italia al lado de Federico I Barbarroja. Su hijo y sucesor Bertoldo V fundó la ciudad de Berna y, tras su muerte en febrero de 1218, se extinguió la dinastía de los Zähringer.
Tras la extinción de la línea principal, la mayor parte de los territorios de Brisgovia y de la Suiza moderna volvieron a manos de la corona, a excepción de los títulos alodiales, que fueron divididos entre los Condes de Urach (quienes luego se llamaron a sí mismos Condes de Friburgo) y los Condes de Kyburgo, los cuales estaban casados con las hermanas de Bertoldo V. Menos de cincuenta años más tarde, la casa de Kyburgo se extingue y la mayor parte de sus dominios son heredados por la Casa de Habsburgo. Entre tanto, Berna recibe el estatus de ciudad libre del Imperio.
Algunos títulos de los Zähringer fueron "retenidos" por los descendientes del margrave Germán I de Baden (o de Suabia). Ahora mejor conocidos como Casa de Baden, los descendientes de Germán fueron sucesivamente margraves, electores (1803-1806) y Grandes duques de Baden hasta la abolición de la monarquía en 1918. El actual detentor del título de Margrave de Baden, Duque de Zähringen, es Maximiliano, Margrave de Baden (nacido en 1933), nieto del último canciller del Imperio Alemán, príncipe Maximiliano de Baden, que parece ser fue quien revivió el título de Zähringen, ya que aparentemente este título no ha sido utilizado oficialmente desde la muerte de Bertoldo V. Otra rama de la Casa de Zähringen fue la de los Duques de Teck, descendientes de Adalberto I (hijo de Conrado), cuya línea se extinguió en 1439.
Según las épocas, los duques de Zähringen han poseído los condados de Zähringen, Rheinfelden, Brisgovia, la Borgoña Cisjurásica, Turgovia, los cantones de Zúrich, Soleura, Berna, Ginebra y el Valais.

Posesiones de los Zähringen en 1200 (verde).

## Ciudades
| - Bräunlingen - Friburgo de Brisgovia - Neuenburg del Rin - Offenburgo - St. Peter - Villingen (hoy parte de Villingen-Schwenningen) - Weilheim an der Teck - Haslach im Kinzigtal | - Berna - Burgdorf - Friburgo en Üechtland - Murten - Rheinfelden - Thun |

### Ciudades de los Zähringen en Suiza

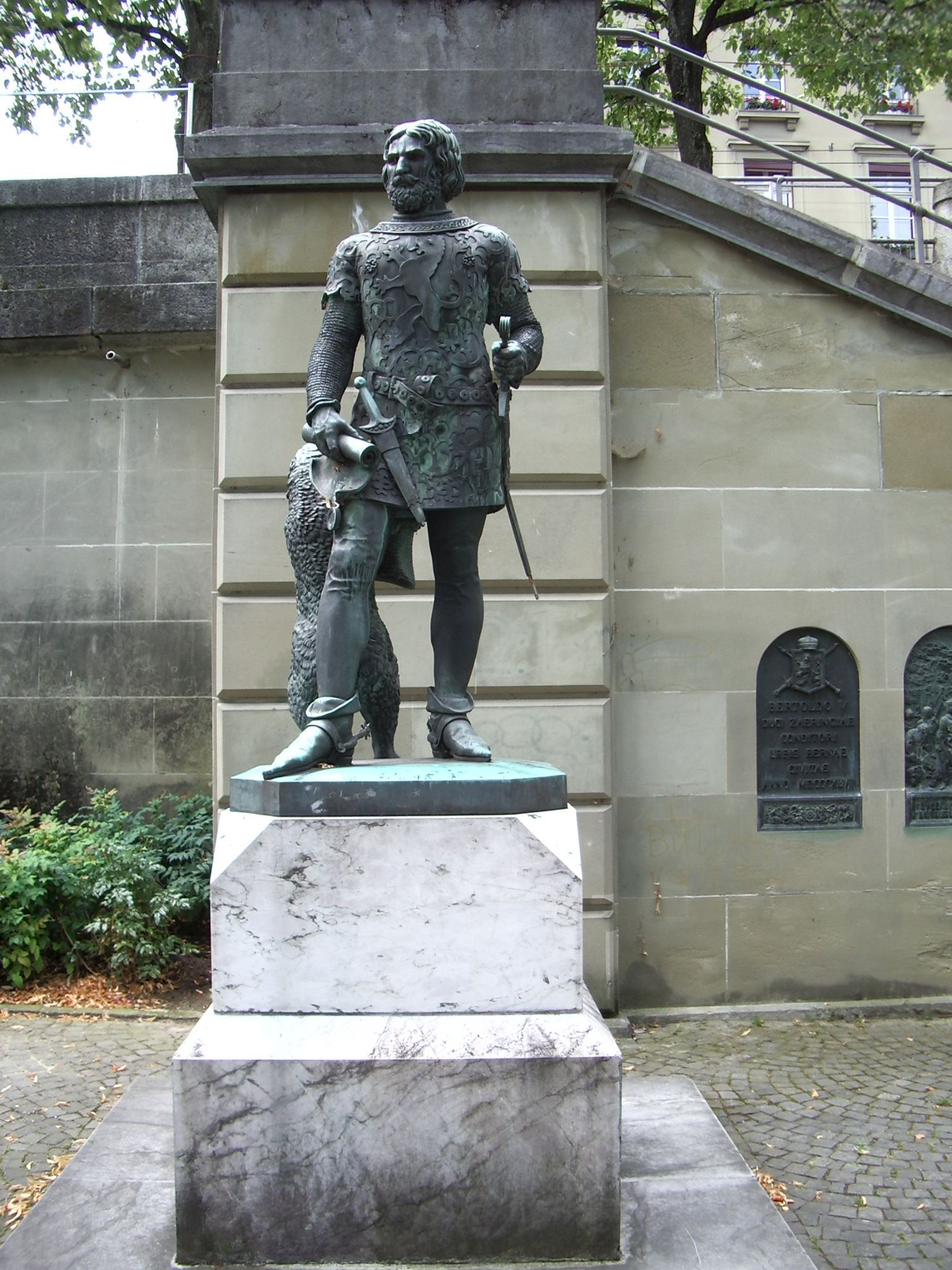
Bertoldo V, representado en la fuente de Zähringen de Berna, Suiza.

## Duques de Zähringen
- Bertoldo I, Duque de Carintia y Margrave de Verona (como Bertoldo II): 1061-1077.
- Bertoldo II, hijo, Duque de Suabia 1092-1098 (contra Federico I de Hohenstaufen), Duque de Zähringen: 1097-1111
- Bertoldo III, hijo, Duque de Zähringen: 1111-1122
- Conrado I, hermano, Duque de Zähringen: 1122-1152, rector de Borgoña: 1127
- Bertoldo IV, hijo, Duque de Zähringen y rector de Borgoña: 1152-1186
- Bertoldo V, hijo, Duque de Zähringen y rector de Borgoña: 1186-1208

Otros miembros importantes de la familia:
- Gebhard III († 1110), Obispo de Constanza, hijo de Bertoldo I
- Clemencia de Zähringen († 1167), hija de Conrado I, casada con Enrique el León
- Rodolfo de Zähringen († 1191), Arzobispo elector de Maguncia, obispo de Lieja, hijo de Conrado I